# غيفت لينكس
غيفت لينكس (بالإنجليزية: Gift Links)‏ هو لاعب كرة قدم جنوب أفريقي في مركز الهجوم، ولد في 2 أكتوبر 1998 في جنوب أفريقيا. لعب مع آرهوس جمناستيك فورينينغ.

## وصلات خارجية
- غيفت لينكس على موقع قاعدة بيانات كرة القدم.إي يو (الإنجليزية)
- غيفت لينكس على موقع ناشيونال فوتبول تيمز (الإنجليزية)
- غيفت لينكس على موقع Soccerway.com (الإنجليزية)